# Русинув (гміна)
Гміна Русінув (пол. Gmina Rusinów) — сільська гміна у центральній Польщі. Належить до Пшисуського повіту Мазовецького воєводства.
Станом на 31 грудня 2011 у гміні проживало 4393 особи.

## Площа
Згідно з даними за 2007 рік площа гміни становила 82.93 км², у тому числі:
- орні землі: 68.00%
- ліси: 25.00%

Таким чином, площа гміни становить 10.36% площі повіту.

## Населення
Станом на 31 грудня 2011:
| Опис     | Загалом | Загалом | Чоловіки | Чоловіки | Жінки | Жінки |
| -------- | ------- | ------- | -------- | -------- | ----- | ----- |
| одиниця  | осіб    | %       | осіб     | %        | осіб  | %     |
| все      | 4393    | 100     | 2192     | 49.90    | 2201  | 50.10 |
| міське   | 0       | 100     | 0        |          | 0     |       |
| сільське | 4393    | 100     | 2192     | 49.90    | 2201  | 50.10 |

## Сільські округи
1. Бонкув
2. Бонкув-Колєня
3. Брогова
4. Галкі
5. Грабова
6. Карчувка
7. Клєнова
8. Кшеславіце
9. Незнамеровіце
10. Пшисталовіце-Мале
11. Русинув
12. Владиславув
13. Воля-Галецка
14. Зихожін

## Сусідні гміни
Гміна Русінув межує з такими гмінами: Ґельнюв, Джевиця, Кльвув, Одживул, Потворув, Пшисуха.